# Thomas Ruff
Thomas Ruff (Zell am Harmersbach, 10 de febrero de 1958) es un fotógrafo alemán que vive y trabaja en Düsseldorf. Comparte un estudio en Düsseldorf's Hansaallee, con los fotógrafos alemanes Laurenz Berges, Andreas Gursky y Axel Hütte. El estudio era antes una estación de electricidad municipal que fue reconvertida entre 1998 y 2000 por los arquitectos Herzog & de Meuron y actualizada con una galería en el sótano en 2011.

## Primeros años y formación
Thomas Ruff nació en 1958 en Zell am Harmersbach en una familia numerosa de seis hijos. En el verano de 1974, Ruff adquirió su primera cámara y después de asistir a clases vespertinas sobre las técnicas básicas de fotografía empezó a experimentar tomando fotografías similares a aquellas que había visto en muchas revistas de fotografía amateur.
Durante sus estudios en Düsseldorf e inspirado en las conferencias de Benjamin Buchloh desarrolló su método de fotografía conceptual de series. Empezó a fotografiar paisajes, pero siendo aún estudiante pasó a fotografiar interiores de salas de estar alemanas que tenían las características típicas de los años 1950 y 1970. Después realizó fotografías similares de edificios y también retratos de amigos relacionados con el arte y la música en Düsseldorf utilizando inicialmente pequeños formatos.
Entre 1977 y 1985 estudió fotografía con Bernd y Hilla Becher en la Academia de Bellas Artes de Düsseldorf, con compañeros de estudios como los fotógrafos Andreas Gursky, Candida Höfer, Thomas Struth, Angelika Wengler, y Petra Wunderlich. En 1982 estuvo seis meses en la Cité Internationale des Artes en París. En 1993 fue becario en Villa Massimo en Roma.

## Trabajo
Respecto a sus influencias, Ruff manifestó: "Mi profesor Bernd Becher me mostró fotografías hechas por Stephen Shore, Joel Meyerowitz y otros nuevos fotógrafos de color estadounidenses". Se encuadra con frecuencia en una generación con otros fotógrafos europeos como Thomas Struth, Andreas Gursky y Rineke Dijkstra. Entre 2000 y 2005, enseñó fotografía en la Kunstakademie de Düsseldorf.
La mayor parte de su trabajo se basa en series fotográficas.

### Retratos
Entre 1981 y 1985, realizó 60 retratos en su estudio a personas entre 25 y 35 años de edad, todas tomadas de la misma manera: imágenes estilo pasaporte, con el borde superior de las fotografías situado justo por encima del cabello, con negativos de 9 × 12 cm, las personas iluminadas mediante flash y sin ningún retoque. Los primeros retratos eran en blanco y negro y de pequeño tamaño, pero pronto cambió al color, utilizando fondos en colores diferentes. Los Retratos resultantes describen las personas individuales enmarcadas en una foto de pasaporte. En 1986 empezó a experimentar con impresiones de formato grande llegando a hacer finalmente fotografías de 2,10 por 1,65 m. En 1987 ya había derivado el proyecto, haciendo un uso casi exclusivo de la vista frontal y ampliando el trabajo hasta proporciones monumentales. El crítico de arte Charles Hagen, escribió para el New York Times: «Ampliando hasta proporciones de pared, sus fotografías parecían pancartas gigantescas de dictadores de estados de Europa Oriental».
En una discusión con Philip Pocock (Revista para Arte Contemporáneo, 1993), Ruff menciona una conexión entre sus retratos y los métodos de observación policiales en Alemania en los años 1970 durante el Otoño alemán. De hecho, mientras experimentaba con "rostros compuestos" en 1992, encontró el Minolta Montage Unit, que era una máquina empleada por la policía alemana en esos años que generaba "fotografías fantasma". Mediante una combinación de espejos, se proporcionaban cuatro retratos a la máquina para producir una fotografía compuesta. Estas investigaciones le llevaron a formar rostros artificiales, en los que a veces  combina características de hombres y mujeres, que aparecen recogidos en su serie fotográfica de retratos "Anderes Porträt" (1994-1995).

### Residencias
Entre 1987 y 1991 creó la serie Häuser que recogía fotografías de edificios editadas de modo digital para eliminar obstáculos visuales. Con ella trataba de ofrecer un acercamiento a la ideología y economía de Alemania Occidental en los últimos treinta años. Los arquitectos Herzog & de Meuron pronto fueron conscientes de esta forma de fotografía arquitectónica e invitaron a Ruff a participar en su trabajo para la Bienal de Arquitectura de Venecia en 1991 con una fotografía de su edificio para Ricola.
En 1999 hizo una serie de fotografías, alteradas digitalmente, de arquitectura modernista para Mies van der Rohe. La serie se llamaba l.m.v.d.r. (iniciales del arquitecto); ésta empezó como un encargo ofrecido a Ruff relacionado con la renovación de la Haus Lange y Haus Esters en Krefeld. Posteriormente recibió encargos para fotografiar edificios como el Pabellón de Barcelona y la Villa Tugendhat en Brno.

### Sterne,NachtyZeitungsfotos
Después de esas primeras series, en 1989 realizó otra serie llamada Sterne, formada por imágenes del cielo nocturno; pero no estaba formada por sus propias fotografías sino por imágenes de archivo, entre ellas se encontraban unos 600 negativos que compró al Observatorio Europeo Austral situado en la cordillera de los Andes en Chile. Estas fotografías de las estrellas está descritas y catalogadas con su hora precisa y posición geográfica exacta. Entre los años 1992 y 1995, durante la primera Guerra de Golfo, produjo su serie Nacht (1992–96), formada por imágenes nocturnas utilizando tecnología infrarroja desarrollada para un uso tanto militar como televisivo en esa guerra. De 1994 a 1996 empleó imágenes estereoscópicas y luego realizó otra serie en los años 1990, llamada Zeitungsfotos, que consistía en periódicos unidos sin sus subtítulos originales.

### Desnudos
En 2003 Thomas Ruff publicó una colección fotográfica de "Desnudos" con textos del autor francés Michel Houellebecq. Señalaba que las imágenes obtenidas estaban basadas en la pornografía de Internet, que procesaba digitalmente sin emplear ninguna cámara o dispositivo fotográfico tradicional. En 2009, la Aperture Fundation de Nueva York publicó jpegs, un libro dedicado exclusivamente a series de monumentos, fotografiados en internet, ampliados con sus píxeles  y luego comprimidos en el formato estándar JPEG, donde intencionadamente aparecen artefactos JPEG. Su serie Substrat (2002–03) está basada en imágenes de historietas de manga y anime japonesas, que alteraba hasta convertir en una abstracción de formas y colores sin memoria visual del material original. En febrero de 2011 una de sus fotos de Desnudos apareció en la portada del New York Magazine.

### Photograms
En su trabajo reciente, se compromete con el fotograma, técnica adelantada por Man Ray, László Moholy-Nagy y otros a principios del siglo XX. La serie Photograms describe formas abstractas, líneas, y espirales en formaciones aleatorias con grados variables de transparencia e iluminación. Tanto los objetos como las luces de la serie derivarían de un "cuarto oscuro virtual" construido por un programa de software hecho a medida.

## Exposiciones seleccionadas
Ha exhibido frecuentemente desde su primera presentación en la Galerie Rüdiger Schöttle de Múnich en 1981. Su trabajo ha sido presentado en Documenta 9 (1992), el Bienal de Venecia (1995 y 2005), en la Bienal de Sídney (1996) y en la Bienal de São Paulo (2002).
Algunas de sus exposiciones fueron:
- 1988 Schloss Hardenberg, Velbert, Alemania
- 1988 Portikus, Fráncfort, Alemania
- 1992 documenta IX, Kassel, Alemania
- 1995 Venice Biennale, Italia
- 2000 Museo Haus Lange, Fráncfort, Alemania
- 2001 Chabot Museo, Róterdam, Holanda
- 2001 Kunsthalle Baden-Baden, Alemania
- 2002 Museo Folkwang, Essen, Alemania; Städtische Galerie Lenbachhaus, Múnich, Alemania
- 2002 Artium Centro Museo Vasco de Arte Contemporáneo, Vitoria, España
- 2003 Fundação de Serralves, Museu de Arte Contemporânea, Porto, Portugal
- 2003 Tate Liverpool, Gran Bretaña
- 2003 kestnergesellschaft, Hanover, Alemania
- 2003 Museo de Arte Metropolitano, Busan, Corea del Sur
- 2004 Bienal de Gwangju, Gwangju, Corea del Sur
- 2007 Moderna Museet, Estocolmo, Suecia
- 2008 Mücsarnok Kunsthalle, Budapest, Hungría
- 2009 Museo für Neue Kunst, Freiburg, Alemania
- 2009 Fundación Proa, Buenos Aires
- 2009 Castello di Rivoli, Turin, Italia
- 2011 Museo de Arte Ackland, Cerro de Capilla, Carolina del Norte, EE. UU.
- 2012 Haus der Kunst, Múnich, Alemania
- 2014 Stedelijk Museo voor Actuele Kunst, Gent, Bélgica /  Kunsthalle Düsseldorf, Alemania
- 2018 Galería OMR, Ciudad de México (retrospectiva)[15]

## Colecciones
Su trabajo se encuentra en las colecciones de muchos museos importantes, incluyendo el Museo Metropolitano de Arte, Nueva York; Hamburger Bahnhof–Museo für Gegenwart, Berlín; Moderna Museet, Estocolmo; el Instituto de Arte de Chicago; Essl Museum, Klosterneuberg; Museo de Arte de Dallas; National Gallery of Victoria, Melbourne; Museo Hirshhorn y Jardín de Esculturas, Washington D. C.; Wadsworth Atheneum, Hartford; Museo Nacional Danés de Fotografía, Copenhague; Stedelijk Museo voor Actuele Kunst, Ghent; el Museo Solomon R. Guggenheim, Nueva York; y el Museo de Arte Ackland, Chapel Hill, Carolina del Norte.

## Reconocimientos
- 1988 Premio del estado de Renania del Norte-Westfalia para jóvenes artistas.
- 1990 Premio Dorothea von Stetten, Museo de Arte Moderno de Bonn
- 2003 Premio Hans Thoma, Museo Hans Thoma, Bernau
- 2006 Premio Infinity Awards, Centro Internacional de Fotografía (ICP), Nueva York
- 2011 Premio PHotoEspaña, Madrid